# Yoshinkan
Aikido Yoshinkan (合気道 養神館 Aikidō Yōshinkan lett. "Aikido Cultivating the Spirit School") è uno stile di aikidō fondato da Gozo Shioda (1915–1994) dopo la Seconda guerra mondiale. Lo Yoshinkan Aikido è spesso chiamato lo stile "duro" dell'aikido in quanto i metodi di allenamento sono il risultato del periodo estenuante nel quale Shioda fu allievo di Morihei Ueshiba prima della guerra. Lo stile Yoshinkan è attualmente la seconda più grande organizzazione mondiale di aikido.

## Corso Senshusei
Nel 1990,  Gozo Shioda fondò l'International Yoshinkai Aikido Federation (IYAF) per facilitare l'insegnamento dell'aikido Yoshinkan al di fuori del Giappone. Oggi, entrambe: la All Japan Yoshinkan Aikido Federation e la IYAF sono guidate dall'attuale capo dello stile Yasuhisa Shioda, il figlio del fondatore. Sotto di lui, l'Honbu dojo Yoshinkan, localizzato a Shinjuku Tokyo, esegue ogni anno un corso intensivo della durata di 11 mesi chiamato Corso Senshusei derivato dal corso utilizzato per addestrare la Tokyo Metropolitan Riot Police. Il libro Angry White Pyjamas di Robert Twigger è basato sull'esperienze dell'autore durante il corso.